# Rio Grande Valley Toros
Die Rio Grande Valley Toros (offiziell Rio Grande Valley Football Club) sind ein US-amerikanisches Fußball-Franchise der United Soccer League aus Edinburg, Texas im Rio Grande Valley.

## Geschichte
Im September 2014 verhandelten Offizielle des Major-League-Soccer-Franchises Houston Dynamo über eine Partnermannschaft in der USL. Hierbei wurde bekannt, dass Dynamo beabsichtigt, ein Team zur Saison 2016 für die Liga zu stellen.
Am 15. Juli 2015 wurde der Rio Grande Valley FC offiziell gegründet. Houston Dynamo wird für die sportliche Seite verantwortlich sein. Hierzu gehören die Spielerauswahl und das Finden eines Trainerstabes. Die Eigentümergruppe Lone Star, LLC übernimmt die operative Kontrolle des Franchises.

## Stadion
Im Mai 2016 soll ein 9.400 Zuschauer fassendes Fußballstadion in Edinburg fertiggestellt werden.